# Ejido la Copalera
Ejido la Copalera är en ort i Mexiko. Den ligger i kommunen Chicoloapan och delstaten Mexiko, i den sydöstra delen av landet, 26 km öster om huvudstaden Mexico City. Ejido la Copalera hade 249 invånare vid folkräkningen 2010. Orten tillhör Mexico Citys storstadsområde.